# Gertrud Wiedra
Gertrud Wiedra (* 25. November 1921 in Jagerndorf in Schlesien; † 8. Januar 2014 in Weiler im Allgäu) war eine deutsche Hinterglasmalerin und Kunstsammlerin.

## Werdegang
Als Gertrud Kienzel lernte sie das Damenschneiderhandwerk und wurde in diesem Beruf jüngste Meisterin des Deutschen Reiches. Sie heiratete 1942 Fritz Wiedra (1919–2005), der ihr in ihrer späteren künstlerischen Laufbahn eine wichtige Stütze war. Sie wurden Ende des Zweiten Weltkriegs aus ihrer Heimat vertrieben und kamen über das hessische Dieburg nach Oberstaufen im Allgäu, wo sie von 1948 bis 1950 ein Lebensmittelgeschäft betrieben. Anschließend wurde Weiler im Allgäu zu ihrer neuen Heimat.
1955 – also erst mit etwa 34 Jahren – begann sie zu malen und erstellte anfangs eine Vielzahl von Votivtafeln aus Holz. Der in Simmerberg wohnende Udo Dammert (1904–2003), der schon eine erste große Karriere als Konzertpianist der Neuen Musik hinter sich hatte und sich damals seiner zweiten als Volkskunstexperte und Sammler von Hinterglasbildern widmete, empfahl ihr, sich verstärkt mit der Hinterglasmalerei zu beschäftigen.
Zwischen 1975 und 1978 waren Gertrud Wiedras Hinterglasbilder auf zahlreichen regionalen Ausstellungen in Süddeutschland (Weiler, Lindenberg, Oberstaufen, Isny und Kempten) zu sehen. 1979 erzielte sie durch eine vom Goethe-Institut ausgerichtete Ausstellung in Paris internationale Anerkennung. Es folgten weitere Ausstellungen in Frankreich (Paris, Bordeaux), Österreich (Wien), Japan (Tokio, Sapporo), China (Peking), USA (Denver) und Indien (Bobay, Kalkutta).
Bis 1988 malte die Autodidaktin noch selbst; danach nutzte sie ihre Kenntnisse und Fertigkeiten als Hinterglasbild-Restauratorin von Expertenrang im Auftrag von privaten Sammlern und Museumsinstituten. In diesem Bereich war Gertrud Wiedra bis ins hohe Alter von 90 Jahren tätig und zog sich erst dann aus der Öffentlichkeit zurück.
Ihr 2005 verstorbener Ehemann Fritz teilte ihre Leidenschaft für die Hinterglasmalerei, beschaffte im Allgäuer und Bregenzer Raum die selten gewordenen mundgeblasenen Rohscheiben und fertigte die Rahmen für die Glasbilder an und war der Hauptsammler der Plastiken der Wiedra-Sammlung.

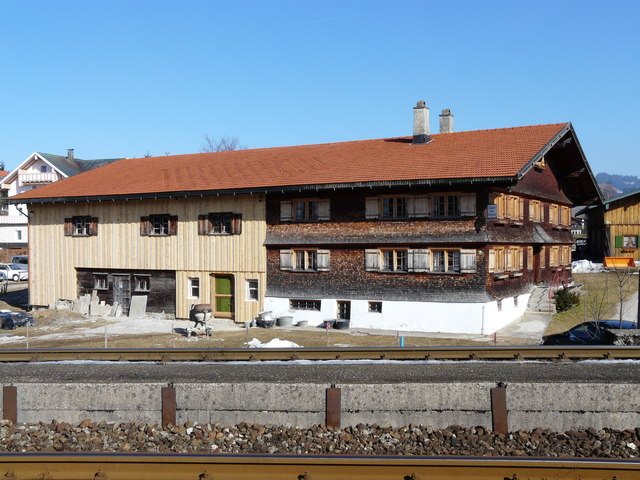
Heimatmuseum Beim Strumpfar in Oberstaufen im Allgäu

## Wiedra-Sammlung
Gertrud und Fritz Wiedra trugen neben den eigenen Hinterglasbildern auch Werke anderer Künstler mit sakralen und religiösen Motiven und darüber hinaus wertvolle Holzplastiken aus dem 14. bis Anfang 18. Jahrhundert sowie Kultgegenstände, Gebetsfahnen zusammen.
Die etwa 800 bis 1000 Exponate sind unter dem Namen Wiedra-Sammlung bekannt und sollten nach den Plänen des Marktes Weiler-Simmerberg in dem noch zu erwerbenden Haus Eschenlohr der Öffentlichkeit zugänglich gemacht werden. Als sich der Erwerb des Gebäudes und die auch eine Unterbringung im örtlichen Heimatmuseum nicht realisieren ließen, entschloss sich die Künstlerin, ein Angebot des Marktes Oberstaufen anzunehmen, die ein attraktives Konzept für die dauerhafte Präsentation der Sammlung in ihrem Heimatmuseum beim Strumpfar vorlegen konnte.